# カルステン・ヤンカー
カルステン・ヤンカー（Carsten Jancker, 1974年8月28日 - ）は、ドイツ（旧東ドイツ地域）・メクレンブルク＝フォアポンメルン州グレーヴェスミューレン出身の元サッカー選手。元ドイツ代表。現サッカー指導者。現役時代のポジションはセンターフォワード。

## クラブ経歴

### 初期
バレーボール選手の父ハインリッヒとハンドボール選手にして東ドイツ代表だった母マリーネの下で東ドイツのグレーヴェスミューレンに生まれたヤンカーは、7歳から12歳まで在籍したTSWヴィスマールでキャリアを開始し、ハンザ・ロストックの下部組織を経て1.FCケルンの下部組織に入団した。1992-93シーズンに1部を戦う同クラブのトップチームに昇格すると、1993年9月11日にDFBポカール3回戦のバイエルン・ミュンヘンⅡ戦でプロデビューを果たし、9月25日第9節のVfBライプツィヒ (de) 戦 (3-1) でアンジェイ・コビランスキ (en) に代わり後半からリーグ戦初出場およびプロ初得点を記録した。
その後、同僚のアントン・ポルスターの取り計らいによりトライアルを経てオーストリア・ブンデスリーガの強豪SKラピード・ウィーンと契約した。加入当初は、前線にタレントが揃っていたことで主にジョーカーとして起用されるも、多くのチャンスを外していたことでメディアから懐疑的に見られていたが、グラーツァーAK戦での初得点を皮切りにFCチロル・インスブルック戦、UEFAカップウィナーズカップ 1995-96のスポルティング・クルーベ・デ・ポルトゥガル戦と連続で得点を挙げ、それを機に先発での出場機会が増加していった。カップウィナーズカップ準決勝のフェイエノールト戦では2試合合計3得点を挙げてチームを決勝進出に導くも、最終的にパリ・サンジェルマンFCに無得点で敗れたことでタイトル獲得には至らず失意に終わった。しかし、同大会での6得点（得点ランク2位）を含め13得点を挙げる活躍を見せたことで、同大会終了から程なくしてバイエルン・ミュンヘンのフランツ・ベッケンバウアー会長から直々に電話で誘われ、バイエルンと契約した。

### バイエルン
バイエルンでの1シーズン目は、主にルジェーロ・リッツィテッリ (en) とユルゲン・クリンスマンの控えを務めつつ、ジョーカーとして起用され、TSV1860ミュンヘンとのミュンヘン・ダービーで1点を追いかける中で同点弾にして移籍後初得点を挙げてチームの救世主となった。翌1996-97シーズンからは、新加入のエウベルと共にバイエルン史上最も成功したコンビの1つに数えられるほどの強力な前線を形成し、数々のタイトル獲得に貢献。そんな中、「カンプ・ノウの奇跡」で知られるUEFAチャンピオンズリーグ 1998-99 決勝では、普段コンビを組むエウベルを負傷で欠いたことでマリオ・バスラー、アレクサンダー・ツィックラーとの3トップで臨むことになったヤンカーは、カウンターからペナルティエリア付近にまで迫るとロニー・ヨンセンに倒されたことでフリーキックの権利を呼び込み、バスラーによる先制点を演出。その後、再三に渡りマンチェスター・ユナイテッドFCのゴールを脅かし、後半には惜しくもボール半個分クロスバーに弾かれたものの、ペナルティーエリア内からオーバーヘッドキックによるボレーシュートを試みた。しかし、多くのチャンスを逃したことが敗戦に繋がり、ロスタイムの間に2得点を許したことで自身のキャリアで最も記憶に残る敗戦となった。
翌1999-2000シーズンは、最終節直前で首位のバイエル・レバークーゼンから勝ち点3差の2位に付けており、絶対勝利に加え、レバークーゼンの敗戦が優勝の必須条件となっていた。そのような厳しい状況下の中でヤンカーは、2000年5月20日に最終節のヴェルダー・ブレーメン戦 (3-1) で2得点を挙げ勝利に貢献すると、レバークーゼンが敗戦したことによりリーグ優勝が決定。チームの100周年に華を添えた。一方のUEFAチャンピオンズリーグ 1999-2000では、準決勝敗退となったことで昨季の悔しさを晴らすことは出来なかったが、UEFAチャンピオンズリーグ 2000-01でついに優勝を果たした。
キャリアの絶頂期にあった2001年には、ACミランからオファーが舞い込み、ヤンカー自身も乗り気だったものの、ウリ・ヘーネスGMが放出を望まなかったため残留となった。しかし、翌2001-02シーズンになると、クラウディオ・ピサーロが加入した影響でベンチでの日々が続いた。そのため、冬の移籍市場期間中に退団の希望を公にするも、移籍することは叶わず18試合0得点に終わった。

### バイエルン退団後
新天地を求め、2002年7月24日に移籍金200万ユーロでイタリア1部のウディネーゼ・カルチョと4年契約を締結。かつてウディネーゼでプレーした同胞オリバー・ビアホフのような活躍が望まれていたものの、負傷の影響や文化の違いのみならず、守備技術や戦術に苦戦したため、出場35試合中僅か2得点にとどまった。さらに、最終年となった2003年には、期待外れの選手に贈られるビドーネ・ドーロで3位に選出される等、厳しい結果に終わった。

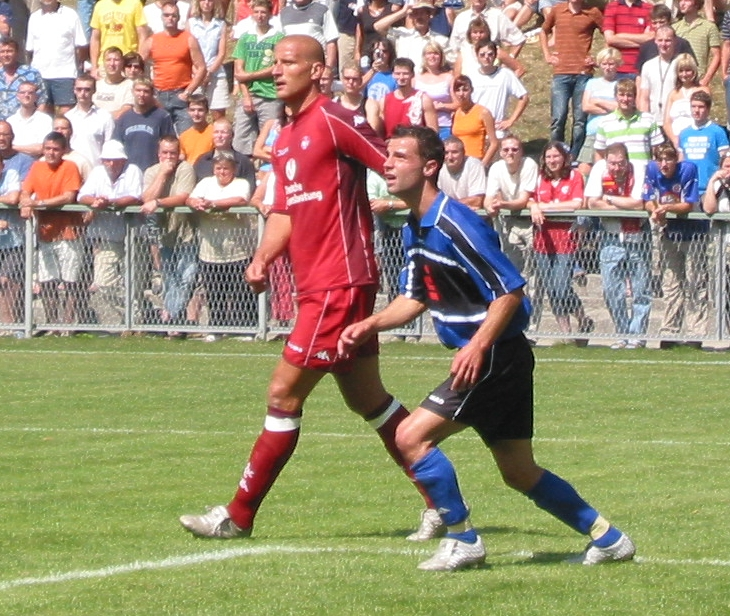
カイザースラウテルンでのヤンカー

2004年5月にヴラティスラフ・ロクヴェンツの後釜として1.FCカイザースラウテルンと2004-05シーズンからの3年契約を締結。1季目はリーグ戦で25試合4得点と若干の改善を示し、また、同年のDFBポカール1回戦FCシェーンベルク05 (en) 戦では、下位リーグの相手ながらも、ダブルハットトリックを挙げる活躍を見せた。しかし、2季目は軟骨損傷した影響もあり僅か出場5試合と居場所を失い、2006年3月9日に契約解除となった。
カイザースラウテルン解雇後は、欧州の複数クラブから関心を持たれる中で2006年5月18日に中国1部の上海申花足球倶楽部と契約した。しかし、デビュー戦となった5月26日の遼寧戦から精彩を欠き、また、負傷の影響もありリーグ戦では9試合無得点、AFCチャンピオンズリーグ2006準々決勝の全北現代モータースとの第2戦での1得点のみにとどまり、10月24日に半年の契約を更新しないことが発表された。
2006年11月5日にオーストリア・ブンデスリーガのSVマッテルスブルクと契約してからは、それまでの不振を脱して、コンビを組むイルチョ・ナウモスキ (en) と共に好調なチームの原動力として活躍をした。2008-09シーズン終了後に高齢を理由にクラブから新たなチームを模索するように促される事態となったが、契約を全うすると発言し残留が決定。2010年2月に6月30日の契約満了をもって現役引退することを表明した。

## 代表経歴

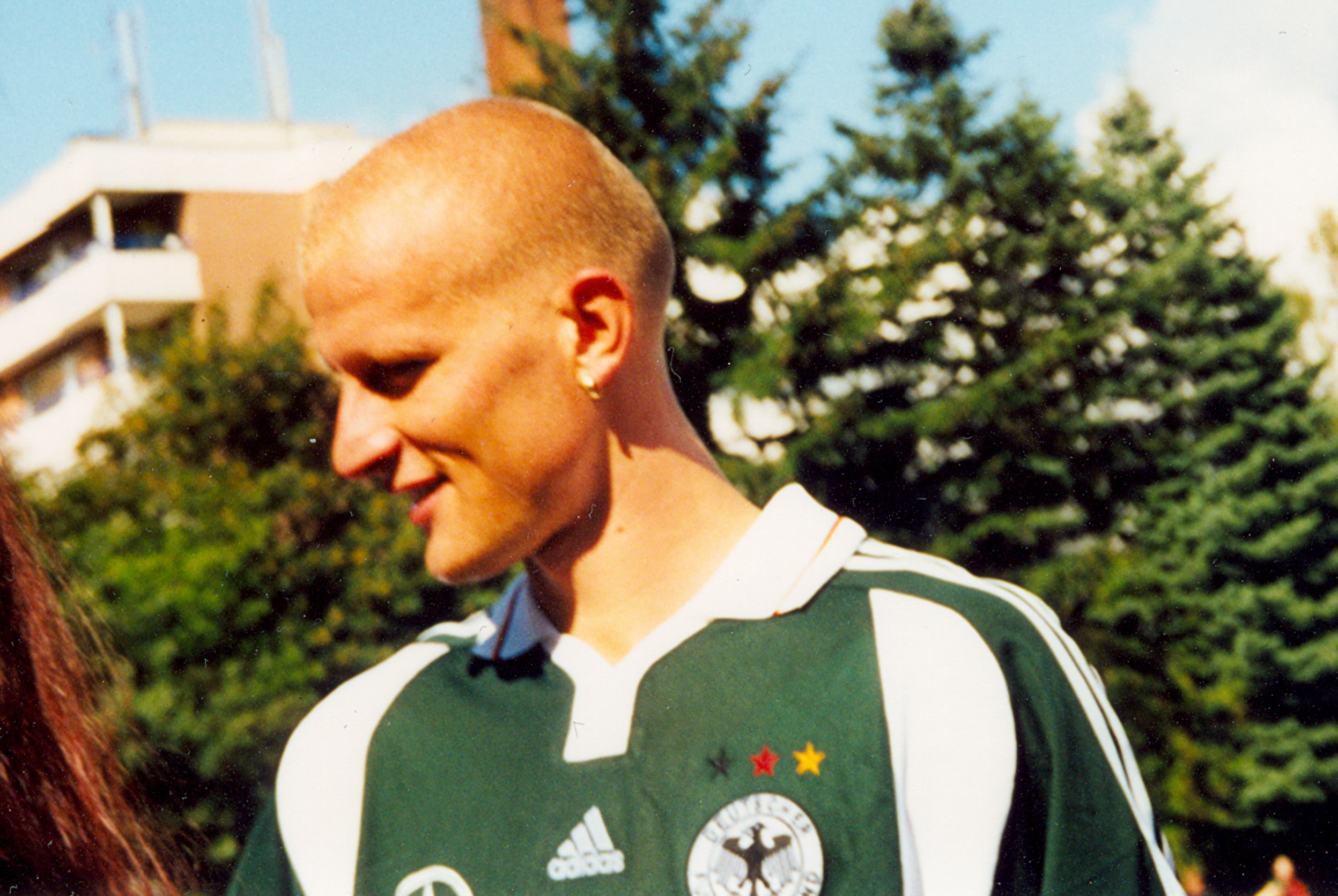
代表でのヤンカー

1998年10月14日のモルドバ戦でドイツ代表デビューを飾り、エーリッヒ・リベック監督の下でUEFA EURO 2000の一員にも選出された。その後は不振に陥ったことでリーグ戦で無得点の日々が続き、DFBポカールとイングランドとの親善試合での僅か2得点と点取り屋として厳しいシーズンを過ごしていたものの、ルディ・フェラー監督の構想に入っていたことで定期的に招集され、最終的に2002 FIFAワールドカップの一員に選出された。このリーグ戦無得点のヤンカーが選出されたことに大きな波紋を呼び、その一方でリーグ得点王のマルティン・マックスが落選したことがさらに拍車をかけた。そのような状況下で迎えた同大会では、初戦のサウジアラビア戦で1得点を挙げこそしたものの、続くアイルランド戦とカメルーン戦では、コンビを組むミロスラフ・クローゼとは対照的に印象付けることに失敗したため、以降の出番は訪れなかった。

### 指導者
SVマッテルスブルクの契約下にありながらも、2010年2月18日に自身の居住する都市を拠点とするオーストリア3部東地区のSCノイジードル・アム・ゼー1919 (en) のU-14の監督に就任し、指導者としてのキャリアを開始した。また、同時期にトップチームのFWコーチにも就任している。
2010年4月27日に古巣ラピード・ウィーンのU-15の監督として7月1日から就任することが発表され、2013年4月27日にトップチームのアシスタントに就任した。

## 個人成績
| クラブ       | クラブ                   | クラブ         | リーグ | リーグ | カップ               | カップ               | リーグカップ | リーグカップ | 大陸カップ | 大陸カップ | 合計 | 合計 |
| シーズン     | クラブ                   | リーグ         | 出場   | 得点   | 出場                 | 得点                 | 出場         | 得点         | 出場       | 得点       | 出場 | 得点 |
| ドイツ       | ドイツ                   | ドイツ         | リーグ | リーグ | DFBポカール          | DFBポカール          | リーグカップ | リーグカップ | 欧州       | 欧州       | 合計 | 合計 |
| ------------ | ------------------------ | -------------- | ------ | ------ | -------------------- | -------------------- | ------------ | ------------ | ---------- | ---------- | ---- | ---- |
| 1993–94      | ケルン                   | ブンデスリーガ | 1      | 1      |                      |                      |              |              |            |            |      |      |
| 1994–95      | ケルン                   | ブンデスリーガ | 4      | 0      |                      |                      |              |              |            |            |      |      |
| オーストリア | オーストリア             | オーストリア   | リーグ | リーグ | オーストリア・カップ | オーストリア・カップ | リーグカップ | リーグカップ | 欧州       | 欧州       | 合計 | 合計 |
| 1995–96      | ラピッド・ウィーン       | ブンデスリーガ | 27     | 7      |                      |                      |              |              |            |            |      |      |
| ドイツ       | ドイツ                   | ドイツ         | リーグ | リーグ | DFBポカール          | DFBポカール          | リーグカップ | リーグカップ | 欧州       | 欧州       | 合計 | 合計 |
| 1996–97      | バイエルン・ミュンヘン   | ブンデスリーガ | 22     | 1      |                      |                      |              |              |            |            |      |      |
| 1997–98      | バイエルン・ミュンヘン   | ブンデスリーガ | 29     | 13     |                      |                      |              |              |            |            |      |      |
| 1998–99      | バイエルン・ミュンヘン   | ブンデスリーガ | 26     | 13     |                      |                      |              |              |            |            |      |      |
| 1999–00      | バイエルン・ミュンヘン   | ブンデスリーガ | 23     | 9      |                      |                      |              |              |            |            |      |      |
| 2000–01      | バイエルン・ミュンヘン   | ブンデスリーガ | 25     | 12     |                      |                      |              |              |            |            |      |      |
| 2001–02      | バイエルン・ミュンヘン   | ブンデスリーガ | 18     | 0      |                      |                      |              |              |            |            |      |      |
| イタリア     | イタリア                 | イタリア       | リーグ | リーグ | コッパ・イタリア     | コッパ・イタリア     | リーグカップ | リーグカップ | 欧州       | 欧州       | 合計 | 合計 |
| 2002–03      | ウディネーゼ             | セリエA        | 20     | 1      |                      |                      |              |              |            |            |      |      |
| 2003–04      | ウディネーゼ             | セリエA        | 16     | 1      |                      |                      |              |              |            |            |      |      |
| ドイツ       | ドイツ                   | ドイツ         | リーグ | リーグ | DFBポカール          | DFBポカール          | リーグカップ | リーグカップ | 欧州       | 欧州       | 合計 | 合計 |
| 2004–05      | 1.FCカイザースラウテルン | ブンデスリーガ | 25     | 4      |                      |                      |              |              |            |            |      |      |
| 2005–06      | 1.FCカイザースラウテルン | ブンデスリーガ | 5      | 0      |                      |                      |              |              |            |            |      |      |
| 中国         | 中国                     | 中国           | リーグ | リーグ | FAカップ             | FAカップ             | リーグカップ | リーグカップ | アジア     | アジア     | 合計 | 合計 |
| 2006         | 上海申花                 | スーパーリーグ | 7      | 0      |                      |                      |              |              |            |            |      |      |
| オーストリア | オーストリア             | オーストリア   | リーグ | リーグ | オーストリア・カップ | オーストリア・カップ | リーグカップ | リーグカップ | 欧州       | 欧州       | 合計 | 合計 |
| 2006–07      | マッテルスブルク         | ブンデスリーガ | 12     | 2      |                      |                      |              |              |            |            |      |      |
| 2007–08      | マッテルスブルク         | ブンデスリーガ | 33     | 12     |                      |                      |              |              |            |            |      |      |
| 2008–09      | マッテルスブルク         | ブンデスリーガ | 31     | 7      |                      |                      |              |              |            |            |      |      |
| Country      | ドイツ                   | ドイツ         | 209    | 60     |                      |                      |              |              |            |            |      |      |
| Country      | オーストリア             | オーストリア   | 72     | 21     |                      |                      |              |              |            |            |      |      |
| Country      | イタリア                 | イタリア       | 36     | 2      |                      |                      |              |              |            |            |      |      |
| Country      | 中国                     | 中国           | 7      | 0      |                      |                      |              |              |            |            |      |      |
| 合計         | 合計                     | 合計           | 324    | 83     |                      |                      |              |              |            |            |      |      |

## 代表歴

### 出場大会
- ドイツ代表
  - 2002 FIFAワールドカップ (準優勝)

### 試合数
- 国際Aマッチ 33試合 10得点（1998年-2002年）[27]

| ドイツ代表 | 国際Aマッチ | 国際Aマッチ |
| 年         | 出場        | 得点        |
| ---------- | ----------- | ----------- |
| 1998       | 1           | 0           |
| 1999       | 4           | 0           |
| 2000       | 7           | 3           |
| 2001       | 9           | 3           |
| 2002       | 12          | 4           |
| 通算       | 33          | 10          |

## タイトル

### クラブ
SKラピード・ウィーン
- オーストリア・ブンデスリーガ : 1995-96

バイエルン・ミュンヘン
- ドイツ・ブンデスリーガ : 1996-97, 1998-99, 1999-2000, 2000-01
- DFLリーガポカール : 1997, 1998, 1999, 2000
- DFBポカール : 1997-98, 1999-2000
- UEFAチャンピオンズリーグ : 2000-01
- インターコンチネンタルカップ : 2001

### 個人
- DFBポカール得点王 : 1997-98[28], 2004-05[29]